# Общество башкирских женщин Республики Башкортостан
Общество башкирских женщин Республики Башкортостан (баш. Башҡортостан Республикаһының Башҡорт ҡатын-ҡыҙҙары йәмғиәте) — общественная организация, созданная в целях повышения статуса женщины в обществе, её роли в общественно-политической, экономической, социальной и культурной жизни республики, укрепления семьи,сохранения и развития культуры и языка башкир, народных традиций и промыслов.
Штаб-квартира расположена в Башкортостане в городе Уфе.

## Общая характеристика
17 ноября 1990 года в Уфе на Учредительном съезде была создана общественная организация «Общество башкирских женщин Республики Башкортостан».
По состоянию на 2007 год, в составе Правления Общества башкирских женщин состояло 30 человек.
Организация активно участвует в проведении различных общественных мероприятий, как Дни районов и городов Башкортостана, национальных праздников, конкурсов, научно-практических конференций, благотворительная помощь детским домам, пропаганда здорового образа жизни и других.
Общество башкирских женщин выступает одним из организаторов республиканских («Образцовая молодая семья», «Хылыукай», «Башкирский национальный костюм» и других) и районных (башкирских сэсэнов, «Лучшая мама»; праздников «Здравствуйте, односельчане», «Шэжэре», вечеров «Бишек йыры» и других) конкурсов.
Организация оказывает материальную помощь Серменевскому детскому дому, специальному школе-интернату села Верхний Авзян и детскому дому села Узян Белорецкого района. Проводит различные благотворительные акции. В 2013 году организовала благотворительную акцию по оказанию помощи пострадавшим от стихийных бедствий в Абзелиловском районе.
Общество башкирских женщин сотрудничало с мечетью «Ихлас», совместно с которой были проведены различные мероприятия (науно-практическая конференция «Ислам и женщина»). В 2006 году в Москве и Екатеринбурге представители от имени организации участвовали в конференциях посвящённых проблемам семьи в полиэтничном пространстве в городах. При содействии организации в 2004 году была открыта башкирская школа в городе Набережные Челны Республики Татарстан .
Общество башкирских женщин является членом Союза женщин Башкортостана, Всемирного курултая (конгресса) башкир. Общество сотрудничает с Межрегиональной женской общественной организацией содействия сохранению традиций тюркоязычных народов, Всемирной ассоциацией женщин тюркского мира, общественной организацией «Ак тирма» и другими.
Организацией были изданы справочник об известных женщинах Башкортостана («Башкирская женщина на рубеже тысячелетий. Уфа, 2000.»), различные методические брошюры («Советы молодой семье. Уфа, 1995.», «Год матери. Уфа, 2001») и другие печатные материалы.

## Председатели
- Максютова Нажиба Хаерзамановна (1990—2000)
- Хисамитдинова Фирдаус Гильмитдиновна (2000—2003)
- Юнусова Гульфия Азнагуловна (2003—2004)
- Ситдыкова Гузаль Рамазановна (2004—2011)
- Султангареева Розалия Асфандияровна (2011-2017)
- Кутуева Гульназ Миратовна (2017)
- Кульсарина Гульнур Галинуровна[баш.] (с 2017 года)